# Let’s Dance/Staffel 2
Die zweite Staffel der Live-Tanzshow Let’s Dance wurde von RTL zwischen dem 14. Mai und 30. Juni 2007 ausgestrahlt, diesmal traten zehn Paare an.

## Show
Wie schon in der ersten Staffel spielte das Pepe Lienhard Orchester live mit der Solo-Sängerin Dorothea Lorene.
Im Gegensatz zur ersten Staffel musste diesmal schon nach der ersten Show ein Paar gehen. Im Finale am 30. Juni 2007 tanzten drei Paare um den Titel „Dancing Star 2007“, von denen zwei die Endrunde bestritten, in der Susan Sideropoulos und Christian Polanc die Oberhand behielten.

## Kandidaten
Ende März wurden die Kandidaten der zweiten Staffel bestätigt.
| Platz | Kandidat                  | Profitänzer              |
| ----- | ------------------------- | ------------------------ |
| 01    | Susan Sideropoulos        | Christian Polanc         |
| 02    | Katja Ebstein             | Oliver Seefeldt          |
| 03    | Giovane Élber             | Isabel Edvardsson        |
| 04    | Jasmin Wagner             | Hendrik Höfken           |
| 05    | Ben Blümel                | Christine Deck           |
| 06    | Guildo Horn               | Motsi Mabuse             |
| 07    | Markus Majowski           | Anastassyja Krawtschenko |
| 08    | Margarethe Schreinemakers | Jürgen Schlegel          |
| 09    | Eralp Uzun                | Anna Karina Mosmann      |
| 10    | Jenny Elvers-Elbertzhagen | Sascha Karabey           |

## Einschaltquoten
Die Premierenfolge wurde am 14. Mai 2007 ausgestrahlt. Nur die erste Folge wurde an einem Montag gesendet, Folge 2 bis 8 wurde samstags 21:15 Uhr gesendet.
Eine unvollständige Auflistung gemessener Einschaltquoten und Marktanteile veranschaulicht folgende Tabelle:
| Datum         | Zuschauer | Zuschauer       | Marktanteil | Marktanteil     | Quellen |
| Datum         | Gesamt    | 14 bis 49 Jahre | Marktanteil | Marktanteil     | Quellen |
| Datum         | Gesamt    | 14 bis 49 Jahre | Gesamt      | 14 bis 49 Jahre | Quellen |
| ------------- | --------- | --------------- | ----------- | --------------- | ------- |
| 14. Mai 2007  | 5,38 Mio. | 2,24 Mio.       | 22,1 %      | 21,6 %          | [ 2 ]   |
| 19. Mai 2007  | 4,53 Mio. | 1,84 Mio.       | 18,8 %      | 19,9 %          | [ 3 ]   |
| 16. Juni 2007 | 4,46 Mio. | 1,96 Mio.       | –           | 22,1 %          | [ 4 ]   |
| 23. Juni 2007 | 4,36 Mio. | –               | 18,0 %      | –               | [ 5 ]   |
| 30. Juni 2007 | 5,48 Mio. | 2,49 Mio.       | –           | 26,9 %          | [ 6 ]   |

## Tänze
| Show                       | Datum         | Tänze in der Show                                                                            |
| -------------------------- | ------------- | -------------------------------------------------------------------------------------------- |
| 1. Show                    | 14. Mai 2007  | Cha-Cha-Cha oder Langsamer Walzer                                                            |
| 2. Show                    | 19. Mai 2007  | Rumba oder Quickstepp                                                                        |
| 3. Show                    | 26. Mai 2007  | Tango oder Jive                                                                              |
| 4. Show                    | 02. Juni 2007 | Slowfox oder Paso Doble                                                                      |
| 5. Show                    | 09. Juni 2007 | Samba und ein gemeinsamer Wiener Walzer (ohne Wertung)                                       |
| 6. Show                    | 16. Juni 2007 | Zwei der noch nicht gezeigten Tänze (Quickstepp und Cha-Cha-Cha, Langsamer Walzer und Rumba) |
| 7. Show                    | 23. Juni 2007 | Zwei der noch nicht gezeigten Tänze (Tango und Paso Doble, Slowfox und Jive)                 |
| 8. Show – Das große Finale | 30. Juni 2007 | Lieblingstänze (jeweils ein Standard- und Lateintanz) sowie ein Freestyle (ohne Wertung)     |

## Ergebnisse
| Paar                                        | Platz | Letzter Tanz                            | 1  | 2  | 3  | 4  | 5  | 6        | 7        | 8        | ø je Tanz |
| ------------------------------------------- | ----- | --------------------------------------- | -- | -- | -- | -- | -- | -------- | -------- | -------- | --------- |
| Susan Sideropoulos & Christian Polanc       | 1     | Langsamer Walzer, Paso Doble, Freestyle | 22 | 17 | 29 | 17 | 29 | 62 29+33 | 69 31+38 | 72 34+38 | 28,82     |
| Katja Ebstein & Oliver Seefeldt             | 2     | Langsamer Walzer, Jive, Freestyle       | 28 | 22 | 26 | 17 | 23 | 46 22+24 | 62 30+32 | 62 32+30 | 26,00     |
| Giovane Élber & Isabel Edvardsson           | 3     | Langsamer Walzer, Rumba                 | 20 | 18 | 27 | 18 | 24 | 63 29+34 | 54 27+27 | 63 28+35 | 26,09     |
| Jasmin Wagner & Hendrik Höfken              | 4     | Slowfox, Jive                           | 16 | 23 | 28 | 28 | 23 | 54 24+30 | 66 34+32 |          | 26,44     |
| Ben & Christine Deck                        | 5     | Rumba, Langsamer Walzer                 | 20 | 25 | 26 | 30 | 27 | 60 31+29 |          |          | 26,86     |
| Guildo Horn & Motsi Mabuse                  | 6     | Samba, Wiener Walzer                    | 18 | 27 | 20 | 18 | 24 |          |          |          | 21,40     |
| Markus Majowski & Anastassyja Krawtschenko  | 7     | Paso Doble                              | 20 | 22 | 25 | 16 |    |          |          |          | 20,75     |
| Margarethe Schreinemakers & Jürgen Schlegel | 8     | Jive                                    | 15 | 19 | 20 |    |    |          |          |          | 18,00     |
| Eralp Uzun & Anna Karina Mosmann            | 9     | Rumba                                   | 18 | 22 |    |    |    |          |          |          | 20,00     |
| Jenny Elvers-Elbertzhagen & Sascha Karabey  | 10    | Cha-Cha-Cha                             | 12 |    |    |    |    |          |          |          | 12,00     |

Angegeben ist jeweils die Wertung der Jury
Grüne Zahlen: höchste erreichte Jury-Punktzahl der Show
Rote Zahlen: niedrigste erreichte Jury-Punktzahl der Show
Nach Jury- und Zuschauervoting Letztplatzierte
* Punkte in Normalgröße: Wertungen in Standardtänzen oder vergleichbaren Tänzen
* Punkte in Kleinschrift in unterer Zeile: Zusammensetzung der Gesamtwertung bei zwei oder mehr Standardtänzen

## Einzelne Tanzwochen
| Tanzpaar                                    | Tanz             | Musik                                                       | Punkte | Punkte | Punkte  | Punkte | Punkte |
| Tanzpaar                                    | Tanz             | Musik                                                       | Hull   | Lemper | Schöffl | Llambi | Gesamt |
| ------------------------------------------- | ---------------- | ----------------------------------------------------------- | ------ | ------ | ------- | ------ | ------ |
| Susan Sideropoulos & Christian Polanc       | Cha-Cha-Cha      | Earth, Wind & Fire – September                              | 3      | 7      | 7       | 5      | 22     |
| Guildo Horn & Motsi Mabuse                  | Langsamer Walzer | Jackie DeShannon – What the World Needs Now Is Love         | 3      | 6      | 6       | 3      | 18     |
| Ben & Christine Deck                        | Cha-Cha-Cha      | Marvin Gaye & Tammi Terrell – Ain’t No Mountain High Enough | 4      | 6      | 6       | 4      | 20     |
| Jasmin Wagner & Hendrik Höfken              | Langsamer Walzer | Céline Dion – Only One Road                                 | 2      | 6      | 6       | 2      | 16     |
| Margarethe Schreinemakers & Jürgen Schlegel | Cha-Cha-Cha      | Gnarls Barkley – Crazy                                      | 3      | 4      | 5       | 3      | 15     |
| Eralp Uzun & Anna Karina Mosmann            | Langsamer Walzer | Elton John – Can You Feel the Love Tonight                  | 5      | 5      | 6       | 2      | 18     |
| Markus Majowski & Anastassyja Krawtschenko  | Langsamer Walzer | Christina Aguilera – The Voice Within                       | 6      | 5      | 5       | 4      | 20     |
| Jenny Elvers-Elbertzhagen & Sascha Karabey  | Cha-Cha-Cha      | Modjo – Lady (Hear Me Tonight)                              | 2      | 4      | 4       | 2      | 12     |
| Katja Ebstein & Oliver Seefeldt             | Langsamer Walzer | Whitney Houston – Run to You                                | 7      | 9      | 8       | 4      | 28     |
| Giovane Élber & Isabel Edvardsson           | Cha-Cha-Cha      | Boney M. – Daddy Cool                                       | 6      | 6      | 5       | 3      | 20     |

| Tanzpaar                                    | Tanz       | Musik                                       |
| ------------------------------------------- | ---------- | ------------------------------------------- |
| Eralp Uzun & Anna Karina Mosmann            | Rumba      | U2 – One                                    |
| Margarethe Schreinemakers & Jürgen Schlegel | Quickstepp | Katrina and the Waves – Walking on Sunshine |
| Markus Majowski & Anastassyja Krawtschenko  | Rumba      | Maria McKee – Show Me Heaven                |
| Giovane Élber & Isabel Edvardsson           | Quickstepp | Frank Sinatra – I Get a Kick out of You     |
| Jasmin Wagner & Hendrik Höfken              | Rumba      | Geri Halliwell – Calling                    |
| Ben & Christine Deck                        | Quickstepp | Oasis – Wonderwall                          |
| Susan Sideropoulos & Christian Polanc       | Quickstepp | No Doubt – Just a Girl                      |
| Guildo Horn & Motsi Mabuse                  | Rumba      | Eric Carmen – Hungry Eyes                   |
| Katja Ebstein & Oliver Seefeldt             | Rumba      | Ronan Keating – When You Say Nothing at All |

| Tanzpaar                                    | Tanz  | Musik                                                        |
| ------------------------------------------- | ----- | ------------------------------------------------------------ |
| Markus Majowski & Anastassyja Krawtschenko  | Tango | Carlos Gardel – Por una cabeza                               |
| Susan Sideropoulos & Christian Polanc       | Jive  | Merry Clayton – Yes                                          |
| Katja Ebstein & Oliver Seefeldt             | Tango | Michael Bublé – Sway                                         |
| Ben & Christine Deck                        | Jive  | Billy Ocean – Love Really Hurts Without You                  |
| Jasmin Wagner & Hendrik Höfken              | Tango | Eurythmics – Sweet Dreams (Are Made of This)                 |
| Giovane Élber & Isabel Edvardsson           | Jive  | Wham! – The Edge of Heaven                                   |
| Margarethe Schreinemakers & Jürgen Schlegel | Jive  | Jermaine Jackson & Pia Zadora – When the Rain Begins to Fall |
| Guildo Horn & Motsi Mabuse                  | Tango | The Black Eyed Peas – Shut Up                                |

| Tanzpaar                                   | Tanz       | Musik                                                                |
| ------------------------------------------ | ---------- | -------------------------------------------------------------------- |
| Giovane Élber & Isabel Edvardsson          | Slowfox    | Frank Sinatra – Love and Marriage                                    |
| Katja Ebstein & Oliver Seefeldt            | Paso Doble | Santa Esmeralda starring Leroy Gómez – Don’t Let Me Be Misunderstood |
| Markus Majowski & Anastassyja Krawtschenko | Paso Doble | Boney M. – Rasputin                                                  |
| Guildo Horn & Motsi Mabuse                 | Paso Doble | Survivor – Eye of the Tiger                                          |
| Susan Sideropoulos & Christian Polanc      | Slowfox    | Marilyn Monroe – I Wanna Be Loved by You                             |
| Jasmin Wagner & Hendrik Höfken             | Paso Doble | Jennifer Lopez – Ain’t It Funny                                      |
| Ben & Christine Deck                       | Slowfox    | Frank Sinatra – Fly Me to the Moon                                   |

| Tanzpaar                              | Tanz          | Musik                                                      |
| ------------------------------------- | ------------- | ---------------------------------------------------------- |
| Jasmin Wagner & Hendrik Höfken        | Samba         | Tina Charles – I Love to Love (But My Baby Loves to Dance) |
| Ben & Christine Deck                  | Samba         | George Michael – Freedom!                                  |
| Katja Ebstein & Oliver Seefeldt       | Samba         | The Belle Stars – Iko Iko                                  |
| Guildo Horn & Motsi Mabuse            | Samba         | Ricky Martin – Shake Your Bon-Bon                          |
| Susan Sideropoulos & Christian Polanc | Samba         | Madonna – La Isla Bonita                                   |
| Giovane Élber & Isabel Edvardsson     | Samba         | Sérgio Mendes feat. The Black Eyed Peas – Mas que nada     |
|                                       |               |                                                            |
| alle Paare                            | Wiener Walzer | Patrick Doyle – Potter Waltz                               |

| Tanzpaar                              | Tanz             | Musik                                                                   |
| ------------------------------------- | ---------------- | ----------------------------------------------------------------------- |
| Katja Ebstein & Oliver Seefeldt       | Quickstepp       | Benny Goodman – Sing, Sing, Sing (With a Swing)                         |
| Katja Ebstein & Oliver Seefeldt       | Cha-Cha-Cha      | Kool & the Gang – Celebration                                           |
| Giovane Élber & Isabel Edvardsson     | Langsamer Walzer | Eros Ramazzotti & Anastacia – I Belong to You (Il ritmo della passione) |
| Giovane Élber & Isabel Edvardsson     | Rumba            | Lauren Wood – Fallen                                                    |
| Jasmin Wagner & Hendrik Höfken        | Quickstepp       | Rihanna – Pon de Replay                                                 |
| Jasmin Wagner & Hendrik Höfken        | Cha-Cha-Cha      | Jennifer Lopez – Let’s Get Loud                                         |
| Susan Sideropoulos & Christian Polanc | Langsamer Walzer | Cat Stevens – Morning Has Broken                                        |
| Susan Sideropoulos & Christian Polanc | Rumba            | The Doors – Light My Fire                                               |
| Ben & Christine Deck                  | Langsamer Walzer | Whitney Houston & Mariah Carey – When You Believe                       |
| Ben & Christine Deck                  | Rumba            | Bee Gees – How Deep Is Your Love                                        |

| Tanzpaar                              | Tanz       | Musik                                              |
| ------------------------------------- | ---------- | -------------------------------------------------- |
| Giovane Élber & Isabel Edvardsson     | Tango      | Sarah Vaughan – Whatever Lola Wants                |
| Giovane Élber & Isabel Edvardsson     | Paso Doble | Pascual Marquina Narro – España cañí               |
| Jasmin Wagner & Hendrik Höfken        | Slowfox    | Carpenters – (They Long to Be) Close to You        |
| Jasmin Wagner & Hendrik Höfken        | Jive       | ABBA – Waterloo                                    |
| Susan Sideropoulos & Christian Polanc | Tango      | Debelah Morgan – Dance with Me                     |
| Susan Sideropoulos & Christian Polanc | Paso Doble | Anastacia – Left Outside Alone                     |
| Katja Ebstein & Oliver Seefeldt       | Slowfox    | Frank Sinatra – New York, New York                 |
| Katja Ebstein & Oliver Seefeldt       | Jive       | Ray Charles & Margie Hendricks – Hit the Road Jack |

| Tanzpaar                              | Tanz             | Musik |
| ------------------------------------- | ---------------- | --- |
| Susan Sideropoulos & Christian Polanc | Langsamer Walzer | Cat Stevens – Morning Has Broken                                                                                                |
| Susan Sideropoulos & Christian Polanc | Paso Doble       | Anastacia – Left Outside Alone                                                                                                  |
| Susan Sideropoulos & Christian Polanc | Freestyle        | Medley aus Blues Brothers: The Blues Brothers – Everybody Needs Somebody to Love • Aretha Franklin & The Blues Brothers – Think |
| Giovane Élber & Isabel Edvardsson     | Langsamer Walzer | Eros Ramazzotti & Anastacia – I Belong to You (Il ritmo della passione)                                                         |
| Giovane Élber & Isabel Edvardsson     | Rumba            | Lauren Wood – Fallen |
| Katja Ebstein & Oliver Seefeldt       | Langsamer Walzer | Whitney Houston – Run to You |
| Katja Ebstein & Oliver Seefeldt       | Jive             | Ray Charles & Margie Hendricks – Hit the Road Jack                                                                              |
| Katja Ebstein & Oliver Seefeldt       | Freestyle        | Shirley Bassey – This Is My Life (La vita)                                                                                      |

## Tanztabelle
| Paar                | Show 1           | Show 2     | Show 3 | Show 4     | Show 5 | Show 6           | Show 6      | Show 7  | Show 7     | Show 8           | Show 8     |
| ------------------- | ---------------- | ---------- | ------ | ---------- | ------ | ---------------- | ----------- | ------- | ---------- | ---------------- | ---------- |
| Susan & Christian   | Cha-Cha-Cha      | Quickstepp | Jive   | Slowfox    | Samba  | Langsamer Walzer | Rumba       | Tango   | Paso Doble | Langsamer Walzer | Paso Doble |
| Katja & Oliver      | Langsamer Walzer | Rumba      | Tango  | Paso Doble | Samba  | Quickstepp       | Cha-Cha-Cha | Slowfox | Jive       | Langsamer Walzer | Jive       |
| Giovane & Isabel    | Cha-Cha-Cha      | Quickstepp | Jive   | Slowfox    | Samba  | Langsamer Walzer | Rumba       | Tango   | Paso Doble | Langsamer Walzer | Rumba      |
| Jasmin & Hendrik    | Langsamer Walzer | Rumba      | Tango  | Paso Doble | Samba  | Quickstepp       | Cha-Cha-Cha | Slowfox | Jive       |                  |            |
| Ben & Christine     | Cha-Cha-Cha      | Quickstepp | Jive   | Slowfox    | Samba  | Langsamer Walzer | Rumba       |         |            |                  |            |
| Guildo & Motsi      | Langsamer Walzer | Rumba      | Tango  | Paso Doble | Samba  |                  |             |         |            |                  |            |
| Markus & Anastasiya | Langsamer Walzer | Rumba      | Tango  | Paso Doble |        |                  |             |         |            |                  |            |
| Margarethe & Jürgen | Cha-Cha-Cha      | Quickstepp | Jive   |            |        |                  |             |         |            |                  |            |
| Eralp & Anna Karina | Langsamer Walzer | Rumba      |        |            |        |                  |             |         |            |                  |            |
| Jenny & Sascha      | Cha-Cha-Cha      |            |        |            |        |                  |             |         |            |                  |            |

Höchste Bewertung00Niedrigste Bewertung00Paar ist ausgeschieden00Nichtbewerteter Finaltanz

## Höchste und niedrigste Bewertung

### Nach Tanz
| Tanz             | Bester Promi       | Punktzahl | Schlechtester Promi         | Punktzahl |
| ---------------- | ------------------ | --------- | --------------------------- | --------- |
| Cha-Cha-Cha      | Jasmin Wagner      | 30        | Margarethe Schreinemakers   | 15        |
| Jive             | Jasmin Wagner      | 34        | Margarethe Schreinemakers   | 20        |
| Langsamer Walzer | Susan Sideropoulos | 34        | Jasmin Wagner               | 16        |
| Paso Doble       | Susan Sideropoulos | 38        | Markus Majowski             | 16        |
| Quickstepp       | Ben                | 25        | Susan Sideropoulos          | 17        |
| Rumba            | Giovane Élber      | 35        | Eralp Uzun Markus Majowski  | 22        |
| Samba            | Susan Sideropoulos | 29        | Jasmin Wagner Katja Ebstein | 23        |
| Slowfox          | Jasmin Wagner      | 34        | Susan Sideropoulos          | 17        |
| Tango            | Susan Sideropoulos | 31        | Guildo Horn                 | 20        |

Punktezahlen nach vier, drei, zwei oder einer 10-Punkte-Skala der Jury

### Nach Paar
| Tanzpaar            | Höchstbewerteter Tanz | Punktzahl | Niedrigstbewerteter Tanz    | Punktzahl |
| ------------------- | --------------------- | --------- | --------------------------- | --------- |
| Ben & Christine     | Langsamer Walzer      | 31        | Cha-Cha-Cha                 | 20        |
| Eralp & Anna Karina | Rumba                 | 22        | Langsamer Walzer            | 18        |
| Giovane & Isabel    | Rumba                 | 35        | Quickstepp Slowfox          | 18        |
| Guildo & Motsi      | Rumba                 | 27        | Langsamer Walzer Paso Doble | 18        |
| Jasmin & Hendrik    | Slowfox               | 34        | Langsamer Walzer            | 16        |
| Jenny & Sascha      | Cha-Cha-Cha           | 12        | Cha-Cha-Cha                 | 12        |
| Katja & Oliver      | Jive Langsamer Walzer | 32        | Paso Doble                  | 17        |
| Margarethe & Jürgen | Jive                  | 20        | Cha-Cha-Cha                 | 15        |
| Markus & Anastasiya | Tango                 | 25        | Paso Doble                  | 16        |
| Susan & Christian   | 2× Paso Doble         | 38        | Quickstepp                  | 17        |